# Unidos Podemos

Ehemaliges Logo von Unidos Podemos

Unidos Podemos bzw. Unidas Podemos (spanisch für Gemeinsam schaffen wir das) ist eine nach spanischem Wahlrecht zulässige Gemeinschaftskandidatur (coalición electoral), mit der Podemos, Izquierda Unida (IU), die grüne Partei Equo und andere kleinere Linksparteien seit 2016 gemeinsam zu Wahlen antreten.

## Wahlen 2015 – Nichtzustandekommen einer Gemeinschaftskandidatur
Im Januar 2014 wurde die aus der Protestbewegung des 15-M hervorgegangene neue Linkspartei Podemos gegründet. Bei den Regional- und Kommunalwahlen 2015 hatte diese die traditionelle spanische Linkspartei Izquierda Unida weit hinter sich gelassen.
Bereits vor den Wahlen zum spanischen Parlament vom 20. Dezember 2015 war es zu Gesprächen zwischen Podemos und IU über gemeinsame Listen gekommen. Diese blieben jedoch weitestgehend erfolglos. Lediglich in den Regionen Katalonien und Galicien kam es zu Gemeinschaftskandidaturen. In Katalonien bildete die EUiA (die katalanische Schwesterpartei der IU) zusammen mit Podemos, Barcelona en Comú und ICV die Gemeinschaftskandidatur En Comú Podem. In Galicien bildeten Podemos und IU zusammen mit der linken Regionalpartei ANVOA-Irmandade Nacionalista das Wahlbündnis En Marea. In allen anderen Wahlkreisen traten Podemos und IU jedoch gegeneinander an. Die IU bildete zusammen mit mehreren kleinen Linksparteien das Wahlbündnis Unidad Popular. Podemos trat in der Region Valencia zusammen mit der linken Regionalpartei Compromís an und ansonsten alleine.
Bei der Wahl am 20. Dezember 2015 erreichten die Wahlbündnisse En Comú Podem und En Marea mit jeweils 25 % in den Regionen Katalonien bzw. Galicien außerordentlich gute Ergebnisse. Auf Podemos entfielen (inkl. der Wahlbündnisse En Comú Podem, En Marea und Podemos-Compromís) knapp 21 % der Stimmen und 69 der 350 Sitze im Abgeordnetenhaus. Auf Izquierda Unida-Unidad Popular entfielen knapp 4 % der Stimmen. Aufgrund des Wahlsystems, das für kleinere landesweit antretende Parteien besonders nachteilig ist, konnte sie nur zwei Sitze (also nur 0,6 % der Mandate) erringen. Nach Modellrechnungen wären bei gleichem Wahlergebnis und unter Zusammenrechnung des Ergebnisses von Podemos und IU auf eine landesweite gemeinsame Kandidatur insgesamt 14 Sitze mehr entfallen.

## Wahlen 2016 – erstmaliges Zustandekommen einer Gemeinschaftskandidatur

Wahlbündnisse mit Beteiligung von Podemos und IU bei der Wahl 2016: En Comú Podem (Katalonien), Podemos-Compromís-EUPV (Region Valencia), En Marea (Galicien), Unidos Podemos (restliche Wahlkreise)

Nach der Wahl vom 20. Dezember 2015 scheiterte eine Regierungsbildung, weshalb das Parlament bereits am 3. Mai 2016 wieder aufgelöst und vorgezogene Neuwahlen auf den 26. Juni 2016 anberaumt wurden. Schon zuvor hatten Podemos und IU Gespräche über eine gemeinsame Kandidatur bei den sich abzeichnenden Neuwahlen aufgenommen. Die Parteiführungen kamen zu einer Einigung, die in Urabstimmungen von der Basis beider Parteien gebilligt wurde.
In Katalonien und Galicien wurden die Gemeinschaftskandidaturen En Comú Podem und En Marea (denen schon 2015 sowohl Podemos als auch IU angehört hatten) neu aufgelegt. In der Region Valencia trat die IU dem Wahlbündnis Podemos-Compromís bei. In allen anderen Wahlkreisen traten Podemos und IU zusammen mit der grünen Partei Equo und weiteren kleineren Linksparteien in einer Gemeinschaftskandidatur unter dem Namen Unidos Podemos an.
Außer Podemos, IU und Equo gehören zu der Gemeinschaftskandidatur Unidos Podemos noch die folgenden Parteien:
- Més per Balears-Més per les Illes (regionale Linkspartei auf den Balearen, 2015 allein angetreten mit einem Stimmenanteil von 7 % auf den Balearen)
- Batzarre-Asamblea de Izquierdas (linke Regionalpartei in Navarra, 2015 Teil der Gemeinschaftskandidatur Izquierda Unida-Unidad Popular)
- Unidad Popular en Común (2015 Teil der Gemeinschaftskandidatur Izquierda Unida-Unidad Popular)
- Izquierda Asturiana (linke Regionalpartei in Asturien, 2015 Teil der Gemeinschaftskandidatur Izquierda Unida-Unidad Popular)
- Construyendo La Izquierda-Alternativa Socialista (linke Kleinpartei, 2015 Teil der Gemeinschaftskandidatur Izquierda Unida-Unidad Popular)
- Segoviemos (linke Stadtpartei in Segovia, 2015 Teil der Gemeinschaftskandidatur Izquierda Unida-Unidad Popular)
- Izquierda Castellana (linke Regionalpartei in Kastilien-León, 2015 Teil der Gemeinschaftskandidatur Izquierda Unida-Unidad Popular)
- Democracia Participativa (linke Kleinpartei)

## Wahlen 2019 – Gemeinschaftskandidatur unterUnidas Podemos
Die Gemeinschaftskandidatur von Podemos, IU und Equo (dieses Mal zusammen mit den kleinen Linksparteien Batzarre-Asamblea de Izquierdas und Alto Aragón en Común) wurde für die spanische Parlamentswahl 2019 erneut aufgelegt. Sie trug 2019 die Bezeichnung Unidas Podemos (die weibliche Form Unidas als Bekenntnis zum Feminismus). In dieser Zusammensetzung und unter diesem Namen trat das Bündnis 2019 in ganz Spanien außer Katalonien und Galicien zur Wahl an. In Katalonien wurde die Gemeinschaftskandidatur En Comú Podem neu aufgelegt. In Galicien umfasste die Gemeinschaftskandidatur En Común-Unidas Podemos 2019 neben Podemos, IU und Equo nur noch die Kleinpartei Mareas En Común.
Für die Region Valencia wurde die Gemeinschaftskandidatur aus Podemos, IU, Equo und den Mitgliedsparteien von Compromís für 2019 nicht neu aufgelegt. Dort traten Unidas Podemos (Podemos/IU) und Compromís sowohl bei der spanischen Parlamentswahl als auch bei der am selben Tag stattfindenden Wahl zum Regionalparlament mit getrennten Listen an.
Für die am 26. Mai 2019 stattfindenden Regionalwahlen in zwölf Regionen (Aragonien, Asturien, Balearen, Kanaren, Kantabrien, Kastilien-La Mancha, Kastilien-León, Extremadura, Madrid, Murcia, Navarra, La Rioja) kam die Gemeinschaftskandidatur Unidas Podemos nur auf den Balearen, in Kastilien-La Mancha, Extremadura, Madrid und La Rioja zustande. In den anderen Regionen werden Podemos, IU und Equo – teils in unterschiedlichen Konstellationen – gegeneinander antreten.